# Servicios Especiales y de Prevención y Extinción de Incendios de Albacete
Servicios Especiales y de Prevención y Extinción de Incendios de Albacete (SEPEI) es el nombre que recibe el servicio público de prevención, vigilancia y extinción de incendios y salvamento de la provincia de Albacete, España. Depende de la Diputación Provincial de Albacete.
El SEPEI realiza un número creciente de intervenciones operativas en incendios, rescates, salvamentos, retenes preventivos, actos de divulgación y otros trabajos especiales. A esto se añaden las salidas para actuaciones no operativas que incluyen inspecciones de prevención, prácticas, reconocimiento de itinerarios, apoyo logístico, etc.
Su labor en materia de prevención, además de la organización de cursos específicos y de charlas y prácticas divulgativas, incluye la divulgación de los conocimientos que toda persona debería poseer para enfrentarse a situaciones de emergencia hasta la llegada de los servicios profesionales.
El SEPEI garantiza así la prestación integral y adecuada para la salvaguardia de la seguridad de los ciudadanos y de sus bienes. Su ámbito provincial posibilita, además, la rentabilidad e incluso ahorro de recursos y medios contra el fuego y las catástrofes.

## Cobertura
La cobertura territorial del SEPEI abarca toda la provincia de Albacete, excepto el término municipal de Albacete, donde existe una Central de Emergencias. Además, tres de los Parques tienen cobertura directa en una provincia anexa (Cuenca).
Su actividad abarca no solo a la provincia de Albacete sino que va más allá, a provincias limítrofes como Ciudad Real, Alicante y Valencia.
| Cobertura     |         |                            |                            |                                  |                                  |
| Parque        | Sección | Población provincial (hab) | Extensión provincial (km²) | Población extra-provincial (hab) | Extensión extra-provincial (km²) |
| Alcaraz       | Oeste   | 7.362                      | 1.783'68                   | 0                                | 0                                |
| Almansa       | Norte   | 47.045                     | 1.916'83                   | 0                                | 0                                |
| Casas-Ibáñez  | Norte   | 27.192                     | 1.577'22                   | 3.230                            | 137'19                           |
| Hellín        | Sureste | 53.316                     | 2.848'96                   | 0                                | 0                                |
| La Roda       | Oeste   | 37.709                     | 1.739'92                   | 5.698                            | 511'92                           |
| Molinicos     | Sureste | 10.993                     | 1.469'14                   | 0                                | 0                                |
| Villarrobledo | Oeste   | 35.985                     | 2.198'91                   | 32.010                           | 1.450'54                         |

## Parques

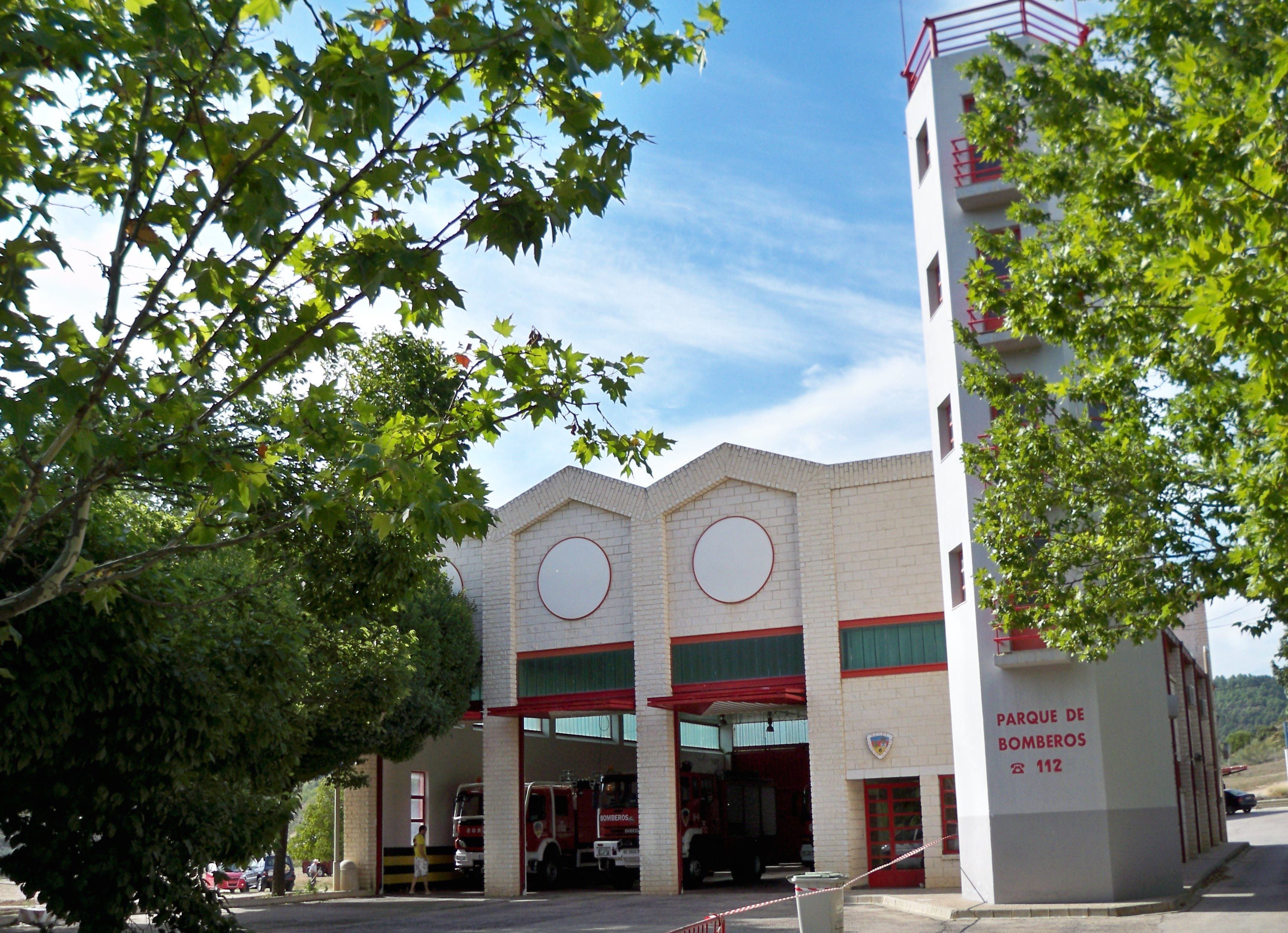
Parque de Zona de Molinicos del SEPEI.

Existen tres Parques Comarcales en las principales poblaciones: Almansa, Hellín y Villarrobledo que son las sedes de las secciones Norte, Sureste y Oeste, respectivamente.
Cada sección, a su vez, alberga un grupo de especialistas: Buceo en la Sección Norte, Montañas-Simas en la Sureste y Derrumbamientos en la Oeste. 
Estos parques están apoyados por cuatro Parques de Zona situados en Alcaraz, Casas-Ibáñez, La Roda y Molinicos. 

### Parque Comarcal de Almansa
Personal:
- 1 Jefe de Sección Suboficial.

- 4 Sargentos.

- 6 Cabos.

- 30 M.C. Bomberos.

- 1 Monitor gimnasia.

Vehículos:
- ABE-2 Brazo-Autoescala giratoria.

- BRP-5 Autobomba rural pesada 5.000 l.

- J-10 Todoterreno mando y rescate.

- V-5 Autobomba primera salida 5.000 l.

- T-5 Autobomba tanque nodriza 12.000 l.

- BUL-2 Autombomba ligera urbana 2.000 l.

- F-1 Autobomba forestal pesada 3.000 l.(quitanieves)

- S-4 Furgón servicios especiales rescate.

- 1 Zodiac-Lancha motor fueraborda (subacuático).

Municipios a los que presta servicio:
| Provincia de Albacete: - Alatoz - Almansa - Alpera - Bonete - Carcelén - Caudete - Corral-Rubio - Fuente-Álamo - Higueruela - Hoya-Gonzalo - Montealegre del Castillo - Pétrola |

### Parque Comarcal de Villarrobledo
Vehículos:
- ABE-3 Autobrazo-Autoescala.
- V-7 Autobomba primera salida 5.000 l.
- J-5 Todoterreno mando y rescate.
- P-5 Autobomba segunda salida 4.500 l.
- T-4 Autobomba tanque nodriza 10.000 l.
- T-7 Autobomba rural pesada 5.000 l.
- BUL-7 Autobomba urbana ligera 1.500 l.
- S-1 Furgón servicios especiales equipos N.B.Q.
- P-23 Autobomba forestal pesada 3.000 l. (quitanieves)
- P-6 Autobomba forestal pesada 3.000 l.
- J-7 Todoterreno mando y rescate.
Personal:
- 1 Jefe de Sección Suboficial.
- 4 Sargentos.
- 6 Cabos.
- 30 M.C. Bomberos.
Municipios a los que presta servicio:
| Provincia de Albacete: - El Bonillo - Lezuza - Munera - Ossa de Montiel - Villarrobledo | Provincia de Cuenca: - La Alberca de Záncara - Belmonte - Casas de los Pinos - Las Mesas - Monreal del Llano - Mota del Cuervo - El Pedernoso - Las Pedroñeras - El Provencio - San Clemente - Santa María de los Llanos - Santa María del Campo Rus - Villaescusa de Haro |  |

### Parque de Zona de Molinicos
Vehículos:
- V-9 Autobomba primera salida 5.000 l.
- J-3 Todoterreno servicios especiales.
- BFP-9 Autobomba forestal pesada 4.500 l.
- F-4 Autobomba forestal pesada 3.000 l. (quitanieves)
Personal:
- 1 Jefe de Parque de Zona.
- 3 Cabos Jefe de Turno.
- 15 M.C. Bomberos.
Municipios a los que presta servicio:
| Provincia de Albacete: - Ayna - Cotillas - Elche de la Sierra - Letur - Molinicos - Riópar - Villaverde de Guadalimar - Yeste |